# 바이올린, 비올라, 첼로를 위한 세레나데
《현악 삼중주(바이올린, 비올라, 첼로)를 위한 세레나데 또는 현악 삼중주 2번 라장조, 작품 번호 8》은 루트비히 판 베토벤의 현악 삼중주이다. 1796-7년에 작곡되고, 1797년 10월 빈의 아르타리아 사를 통해 출판되었다.

## 구조
이 작품은 여섯개의 악장으로 구성되어 있다. 전체 연주 시간은 26–30분 정도가 소요된다.
1. 행진곡: 알레그로 (4/4) – 아다지오 (3/4)
2. 미뉴에트: 알레그레토 (3/4)
3. 아다지오 - 스케르초: 알레그로 몰토 - 아다지오 - 알레그로 몰토 - 아다지오, 라단조 (2/4)
4. 알레그레토 알라 폴라카, 바장조 (3/4)
5. 안단테 쿠아씨 알레그레토 (2/4) - 변주곡 1 - 변주곡 2 - 변주곡 3 - 변주곡 4 (2/4) - 알레그로 (6/8) - 템포 I  (2/4)
6. 행진곡: 알레그로 (4/4)

레오나르드 래트너는 그의 저서 Classic Music: Expression, Form, and Style ("클래식 음악: 표현, 형식, 그리고 양식")에서 폴로네이즈의 대표적인 예로 이 작품의 네번째 악장을 인용한다.

## 비올라와 피아노를 위한 노투르노 라장조, Op. 42
1803년 클라인하인츠는 이 작품을 비올라와 피아노를 위한 작품으로 편곡했으며, 그것은 베토벤에 의해 승인되고 약간의 수정이 가해졌다. 그러나 출판사는 클라인하인츠를 저자로 올려달라는 베토벤의 요청에도 불구하고 베토벤을 저자로 올렸고, 비올라와 피아노를 위한 노투르노 라장조, 작품 번호 42로서 출판되었다.

## 참고 문헌
각주
1. ↑  Ratner 1980, 12–13쪽
2. ↑  Palmer, John. “Serenade for flute, violin & viola in D major, Op. 25”. 《Allmusic》. 2019년 9월 5일에 확인함.

출처
- Anderson, Keith (2006). 《Beethoven: String Trios (Complete), Vol. 1》 (CD). Naxos Records. 8.557895. 2017년 4월 9일에 원본 문서에서 보존된 문서. 2021년 1월 3일에 확인함.
- Berger, Melvin (2001). 《Guide to Chamber Music》. Dover.
- Daw, Stephen (1998). 《Beethoven: The Complete String Trios》 (PDF) (CD). Hyperion Records. CDD22069.
- Ratner, Leonard G (1980). 《Classic Music: Expression, Form, and Style》. Schirmer Books.
- Silvertrust, Raymond (2016). 《The Silvertrust Guide to String Trios》 (PDF). Edition Silvertrust. 2017년 4월 9일에 원본 문서 (PDF)에서 보존된 문서. 2021년 1월 3일에 확인함.
- Thayer, Alexander Wheelock (1921). 《The Life of Ludwig van Beethoven》 1. New York: The Beethoven Association.
- Watson, Angus (2012). 《Beethoven's Chamber Music in Context》. Woodbridge: Boydell Press. ISBN 978-1-84383-716-9.